# José Manuel Aira
José Manuel Aira Lindoso, né le 14 mars 1976 à Ponferrada, est un footballeur espagnol, reconverti entraîneur. Durant sa carrière, il évoluait au poste de défenseur central.

## Biographie

### Carrière de joueur
Né à Ponferrada, en Castille-et-León, José Manuel Aira rejoint à l'âge de 19 ans le RC Deportivo La Corogne, et joue deux matches de Liga au sein d’une équipe du "Super Dépor" qui est une référence en Espagne et brille en Europe avec notamment Bebeto, Mauro Silva, Djalminha, Fran ou encore Rivaldo. 
À partir de 1999, en manque de temps de jeu, José Manuel Aira se voit prêté à différents clubs de Division 2, le CD Tenerife, le Racing de Ferrol, et le Sporting de Gijón. Il est ensuite transféré au Polideportivo Ejido, toujours en D2, où il reste trois saisons, puis retrouve une nouvelle fois le Racing Ferrol. Il termine sa carrière à Lugo en Division 3. José Manuel Aira dispute un total de 182 matchs en Division 2, inscrivant huit buts.

### Carrière d'entraîneur
En 2011, José Manuel Aira entame sa carrière d’entraîneur avec le Racing Ferrol, avec succès, puisqu'il mène le club galicien à une promotion en 2013. La saison suivante, il atteint les play-offs d'accession à l'élite.
Rejoignant le Real Murcie en 2014, José Manuel Aira joue là-aussi les play-offs à deux reprises. Avec l'Albacete Balompié qu'il rallie en 2016, il est champion de Division 3.
Aira quitte Albacete en 2017 et prend en main les destinées du club croate du NK Rudeš le 12 mars 2018. L'équipe croate, qui appartient au Baskonia Alavés, décroche sous sa direction son maintien dans l’élite croate, remportant 7 de ses 12 derniers matches, tout en affichant la meilleure possession de balle du championnat et en battant les quatre plus grandes équipes du pays : le HNK Rijeka, le NK Osijek, l'Hajduk Split et enfin le Dinamo Zagreb.
Le 22 mai 2018, il est nommé entraîneur du club français du FC Sochaux-Montbéliard, en remplacement de Peter Zeidler. À la suite d'une défaite à domicile face à Auxerre (1-4), José Manuel Aira est démis de ses fonctions le 25 novembre 2018. Quelques jours après son départ du Doubs, il retrouve l'Espagne et s'engage avec le Cultural Leonesa, recevant l'objectif de décrocher la montée en deuxième division.